# Csere (film)
A Csere (eredeti cím: The Swap) 2016-ban bemutatott amerikai ifjúsági televíziós vígjáték, amelyet Jay Karas rendezett, Megan Shull The Swap című könyve alapján. A főbb szerepekben Peyton List, Jacob Bertrand, Darrin Rose, Claire Rankin, Callan Potter látható.
Amerikában 2016. október 7-én mutatták be az amerikai Disney Channel-en, és 2,64 millióan nézték meg. Magyarországon 2017. február 18-án mutatták be a magyar Disney Channel-en.
A történet egy fiú és egy lány diákról szól, akik irigylik a másik sorsát (amit könnyebbnek, jobbnak gondolnak a sajátjuknál), ezért véletlenül testet cserélnek.
A Disney Channel stílusának megfelelően hiányoznak a filmből a történet témájából (ellentétes neműek testet cserélnek) következő szokásos, enyhe szexuális töltetű poénok is, csak az eltérő fiú/lány testszagra történik utalás.

## Cselekmény
Ellie O'Brien és Jack Malloy két bonyolult életű középiskolás gyerek.
Ellie ritmikus tornász, és az édesanyjával él, miután apja elhagyta őket egy másik családért, és állandó ellentétben van a korábbi barátaival, akik nem fogadják el, hogy kissé kilóg közülük az öltözékével és az ósdi telefonjával (amit valamikor az apjától kapott), míg Jack az anyja elvesztése után testvéreivel és apjával él. Apja a jégkorong-válogatott edzője, aki csak a legjobbat akarja kihozni belőle, de kissé már elhidegült a gyerekeitől.
Egy nap ketten ugyanabba a szobába kerülnek. Ellie sírva és elkeseredve, miután rájön, hogy a barátai nem tisztelik őt. Jack pedig azután kerül ide, hogy  egy iskolai riválisa az iskolai folyosón megszégyenítette és megverte (mindezt felvette videóra is). Mindkettő úgy gondolja, hogy minden tökéletes a másik életében. Egyszerű szöveges üzenet megírásával váratlanul kicserélik az életüket, azaz egymás testébe kerülnek.
Szeretnék gyorsan visszacsinálni, de rájönnek, hogy addig nem kerülhetnek vissza a saját életükbe, amíg meg nem oldják a másik előtt álló feladatokat. Akad némi gondjuk ezek teljesítésével, mivel Jack  a hoki csapatba szeretne jó játékkal bekerülni, Ellie-nek pedig a ritmikus gimnasztika („RG”) csapatban kell helytállnia, hogy ne essen ki a csapata. Mindketten ügyetlenül viselkednek a másik területén, de folyamatosan tartják egymással a kapcsolatot mobilon keresztül, és hasznos tanácsokkal látják el egymást. Ugyanakkor mindkettőjük magánéletében vannak sötét foltok: Jacknek meghalt az édesanyja egy évvel korábban, Ellie-t pedig elhagyta az apja (a szülei elváltak), így a túlságosan gondoskodó anyjával él.
Jacknek két fivére van, akik már benne vannak a hokicsapatban, és úgy-ahogy megpróbálnak segíteni neki, hogy ő is bekerülhessen, ugyanakkor ugratják is, hiszen ő a legkisebb gyerek a családban. Az apjuk keményen bánik a fiúkkal, mert úgy gondolja, hogy azzal megóvja őket az elpuhulástól. Ellie (Jack testében) szembeszáll vele, és ráébreszti, hogy nincs igaza, és az érzelmeknek is helye van az életében.

## Szereplők
| Szereplő                        | Színész         | Magyar hang       |
| ------------------------------- | --------------- | ----------------- |
| Ellie O'Brien                   | Peyton List     | Pekár Adrienn     |
| Jack Malloy                     | Jacob Bertrand  | ifj. Boldog Gábor |
| Malloy edző, a három fiú apja   | Darrin Rose     | Zámbori Soma      |
| Summer                          | Claire Rankin   | Zakariás Éva      |
| Gunner Malloy, Jack fivére      | Callan Potter   | Ungvári Gergely   |
| Stryker Malloy, Jack fivére     | Jesse Bostick   | Czető Ádám        |
| Sassy Gaines                    | Kiana Madeira   | Györfi Laura      |
| Aspen Bishop                    | Eliana Jones    | Gyöngy Zsuzsa     |
| Owen                            | Kolton Stewart  | Bogdán Gergő      |
| Porter Gibbs                    | James Godfrey   | Előd Álmos        |
| Mackenzie Wick                  | Devyn Nekoda    | Koller Virág      |
| Carol edző, az RG csapat edzője | Naomi Snieckus  | Kiss Virág        |
| Helen nővér                     | Linda Kash      | Farkas Zita       |
| Claire                          | Naya Liviah     | Tamási Nikolett   |
| Ryan                            | Michael Fessaha | Baradlay Viktor   |
| Dr. Baker                       | Marcia Johnson  | Vertig Tímea      |
| Tollaslabda edző                | Mark Hickox     | Bor László        |

## A film készítése
A forgatás 2016. április 20-án kezdődött és ugyanazon év június 28-án ért véget. A forgatás helyszíne a kanadai Toronto volt.